# Monofora
Monofora (od talijanskog: monofora) tip je jednodijelnog prozora s lukom.
Monofore se u arhitekturi pojavljuju od samih početaka graditeljstva, a osobito su omiljene u romanici, gotici te u renesansi. Vraćaju se u modu pojavom tzv. neostilova u 19. stoljeću, u doba historicizma.

## Poveznice
- Bifora
- Trifora
- Kvadrifora